# Світлозбиральні комплекси зелених рослин
Світлозбиральний комплекс (або антенний комплекс) — це масив білкових і хлорофільних молекул, вбудованих у тилакоїдну мембрану рослин і ціанобактерій, які передають світлову енергію на одну молекулу хлорофілу в реакційному центрі фотосистеми .
Антенний пігмент — це переважно хлорофіл <i id="mwDw">b</i>, ксантофіли та каротини . Хлорофіл <i id="mwEw">А</i> відомий як основний пігмент. Їх спектри поглинання не перетинаються і розширюють діапазон світла, який може бути поглинутий для фотосинтезу. Каротеноїди також відіграють роль антиоксиданту для запобігання фотоокислювальному пошкодженню молекул хлорофілу. Кожен антенний комплекс має від 250 до 400 пігментних молекул, а енергія, яку вони поглинають, переносяться за допомогою резонансного перенесення енергії в спеціалізований хлорофіл-білковий комплекс, відомий як реакційний центр кожної фотосистеми . Реакційний центр ініціює ряд складних хімічних реакцій, які накопичують енергію у вигляді хімічних зв'язків.
Для фотосистеми II, коли хоча б одна молекула хлорофілу а в реакційному центрі поглинула енергію, електрон збуджується і переноситься до акцептора електронів молекули феофитина, залишаючи хлорофіл а в окисленому стані. Окислений хлорофіл a замінює електрони за допомогою фотолізу, а саме окислюючи молекулу води до кисню, протонів та електронів .
В умовах мінливого освітлення зворотнє фосфорилювання світлозбиральних білків, що зв'язують хлорофіл a / b (LHCII), являє собою систему балансування енергії збудження між двома фотосистемами.
N-кінець білка, що зв'язує хлорофіл a — b, поширюється в строму, де він бере участь в адгезії зернових мембран і фоторегулюється шляхом зворотного фосфорилювання залишків треоніну. Вважається, що обидва ці процеси медіюють розподіл енергії збудження між фотосистемами I та II.
До цього сімейства належить також фотосистема II білка PsbS, який відіграє роль у енергозалежному квенчуванні (скидуванні енергії), що збільшує розсіювання надлишкової поглиненої світлової енергії у вигляді теплової у фотосистемі.